# خرمال زيتوني
خرمال زيتوني (الاسم العلمي: Diospyros oleifera) هو نوع من النباتات يتبع جنس الخرمال من الفصيلة الأبنوسية.